# 세인트피터구 (도미니카 연방)

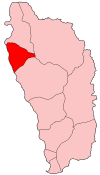
세인트피터구의 위치

세인트피터구(영어: Saint Peter Parish)는 도미니카 연방 북서부에 위치한 구로 행정 중심지는 콜리오이며 면적은 32.6km2, 인구는 1,430명(2011년 기준)이다. 북쪽으로는 세인트존구, 남쪽으로는 세인트조지프구, 동쪽으로는 세인트앤드루구와 접한다.